# علامة تجارية وطنية
اسم العلامة التجارية للمنتج هو الذي يُوزع وطنيًا تحت اسم علامة تجارية يملكها المُنتج أو المُوزع، في مقابل
العلامات التجارية المحلية (المنتجات التي توزع فقط في بعض المناطق من البلد)، و
العلامات التجارية الخاصة (المنتجات التي تحمل العلامة التجارية لمتاجر التجزئة بدلاً من المُنتج).
لابد أن تتنافس العلامة التجارية الوطنية مع العلامات التجارية المحلية والخاصة. وتُنتج العلامات التجارية الوطنية وتُوزع على نطاق واسع وتحمل اسم المُصنع.
- قد تناشد العلامات التجارية المحلية هؤلاء المستهلكين الذين يفضلون المنتجين الصغار المحليين على المنتجين الكبار الوطنيين أو العالميين وقد تكون العلامات التجارية المحلية على استعداد لدفع تأمين من أجل "الشرء المحلي"
- يمكن لمُنتج العلامة الخاصة تقديم أسعار أقل بسبب تفاديها تكلفة التسويق والإعلان لإنشاء العلامة التجارية وحمايتها. ففي أمريكا الشمالية، يقدم جميع تجار التجزئة الكبار مثل لوبلوس ووالجرين ووول-مارت منتجات العلامات الخاصة.

وعلى الجانب الآخر، قد يعطي كلٌ من التسويق والإعلان للمستهلكين انطباعًا بأن المنتج ذا العلامة التجارية الوطنية متفوق على المنتج ذي العلامة التجارية المحلية أو الخاصة.